# Kloster Neuzelle
Das Kloster Neuzelle (lateinisch Monasterium Nova Cella) ist ein ehemaliges Zisterzienserkloster im Landkreis Oder-Spree. Die frühere Abtei in der Gemeinde Neuzelle wurde im 13. Jahrhundert vom Haus Wettin gegründet, bestand bis 1817 und wurde von der Regierung Preußens säkularisiert. Die Klostergüter gingen an das staatlich verwaltete Stift Neuzelle, das bis zu dessen Verstaatlichung im Jahr 1955 bestand. Im Jahr 1996 wurde die Stiftung Stift Neuzelle als Stiftung öffentlichen Rechts des Landes Brandenburg neu errichtet. Die Klosterkirche St. Mariä Himmelfahrt ist Wallfahrts- und Pfarrkirche.
Im September 2018 wollten Mönche des Stifts Heiligenkreuz das Kloster wieder besiedeln, allerdings entschieden sie sich dazu, das Kloster Maria Friedenshort neu zu gründen.

## Geschichte

### Mittelalter

#### Entstehung des Klosters
Das Kloster Neuzelle wurde am 12. Oktober 1268 von Markgraf Heinrich dem Erlauchten aus dem Haus Wettin im Gedenken an seine zwei Tage zuvor verstorbene Ehefrau Agnes gestiftet, um die von den Piasten erworbenen Grundherrschaft zwischen Oder und Schlaube im Siedlungsgebiet der Sorben dem Christentum zu erschließen, wirtschaftlich zu entwickeln und zu nutzen. Das Kloster Neuzelle war eine Ausgründung des Mutterklosters Altzella (Cella) in Sachsen; ein Konvent bestand erst seit 1281. In diesem Jahr forderte das Generalkapitel des Zisterzienserordens den Abt von Altzella auf, das Kloster Neuzelle endlich einzurichten.
Der Ursprünge des heutigen Klosterkomplexes wurde zwischen 1300 und 1330 auf einem in die Oderniederung ragenden Bergsporn errichtet, auf dem vorher ein Plateau geschaffen wurde. Die dreischiffige Hallenkirche der Abtei wurde im Stil der Backsteingotik in der für die Gegend typischen Backsteinbauweise ausgeführt. Die Baumeister waren meist die Mönche selber. So gab es einige Erwähnungen von klosterinternen Baumeistern mit unterschiedlichen Titeln in Urkunden. 1370 wurde ein Johannes als „baumeyster“, 1409 ein Michael als „magister novi operis“ und 1414 ein Tylemmanus als „steynmeystre“ genannt.
Im Jahr 1309 erteilten die Bischöfe von Meißen und Breslau jedem Ablass, der die Brüder in Neuzelle zur Beichte oder Predigt besuchte. Dies weist, nach neuerer Literatur, darauf hin, dass zu diesem Zeitpunkt die Kirche bereits geweiht und zur Nutzung verfügbar war.
Im Mittelalter errichtete die Verwaltung des Klosters eine umfangreiche Grundherrschaft. Zum Beginn der Gründung erhielt das Kloster 8 Dörfer, welche sich bis 1372 auf 27 Dörfer in der Niederlausitz und einige in der Mark Brandenburg mit ihren Einnahmen und Frondiensten erweiterten. Auch das Städtchen Fürstenberg (Oder) (heute Teil von Eisenhüttenstadt) sowie die Burg Schiedlo an der Neißemündung waren im Besitz der Zisterzienser.

#### Neuzeller Märtyrer
Grund für die Zerstörung des Klosters Neuzelle war die Verurteilung der Lehre von Jan Hus im Konzil von Konstanz. An diesem nahm auch der Neuzeller Abt Petrus I. teil und das Kloster machte sich auch stark in der Bekämpfung der hussitischen Lehre. Die Anhänger von Hus schworen den Teilnehmern des Konzils Rache, und demnach wurde Neuzelle nicht zufällig überfallen. Im Jahr 1429 drang während der Hussitenkriege eine Heeresgruppe aus Böhmen ein und zerstörte neben der Stadt Guben auch das Kloster Neuzelle. Da sich die Mönche weigerten, die Lehren des Reformators Jan Hus anzunehmen, wurden sie gemartert, ermordet oder verschleppt. Seither werden sie als Märtyrer verehrt, insbesondere Abt Petrus (1408–1429). Zeitgenössische Überlieferungen aus dem Jahr 1429 existieren nicht. Sie seien während des Chorgebets überfallen worden. 1435 wurde vom Martertod der Mönche, mit abgeschlagenen Händen und Füßen, berichtet. Bei dem Überfall kamen 20 Mönche ums Leben. Dabei starben neben dem Abt Petrus auch Prior Herrmann, Altprior Johannes, Magister Christoph, Baumeister Michael und der Bursarius Jakobus.
Unter Abt Nicolaus II. von Bomsdorf (1432–1469) wurde das Kloster wiederaufgebaut, wozu einige erbuntertänige Dörfer verkauft wurden. Die Ausbildung der Kleriker erfolgte am Zisterzienserkolleg in Leipzig.
Die Neuzeller Märtyrer werden als Selige am 10. September verehrt. Im Jahr 2008 schenkte Joachim Kardinal Meisner dem Bistum Görlitz eine mittelalterliche Darstellung der Neuzeller Märtyrer. Dieses Pergament zeigt 8 Mönche, denen Hände und Füße abgetrennt wurden. Die schiefe Kapelle am Klosterteich, sowie die beschädigte Christussäule vor dem Haupttor des historischen Klostergeländes sind immer noch bestehende Zeichen der Neuzeller Märtyrerverehrung. Bischof Bernhard Huhn führte den liturgischen Gedenktag während den 1970er Jahren ein. Eine Märtyrerprozession existiert seit den 1980er Jahren. Diese wird immer noch jährlich am 10. September begangen.

### Frühe Neuzeit

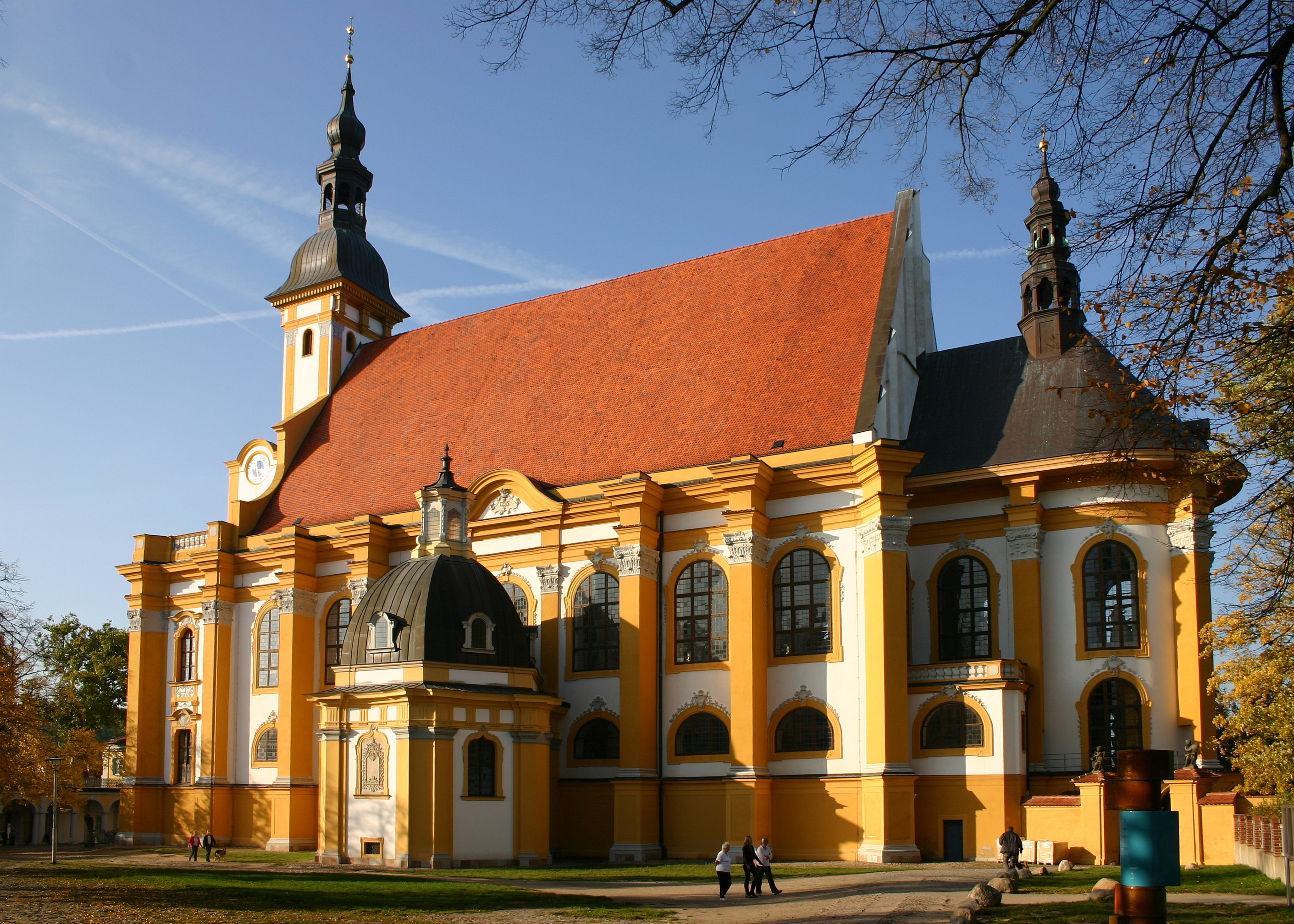
Ansicht der Klosterkirche von Südost

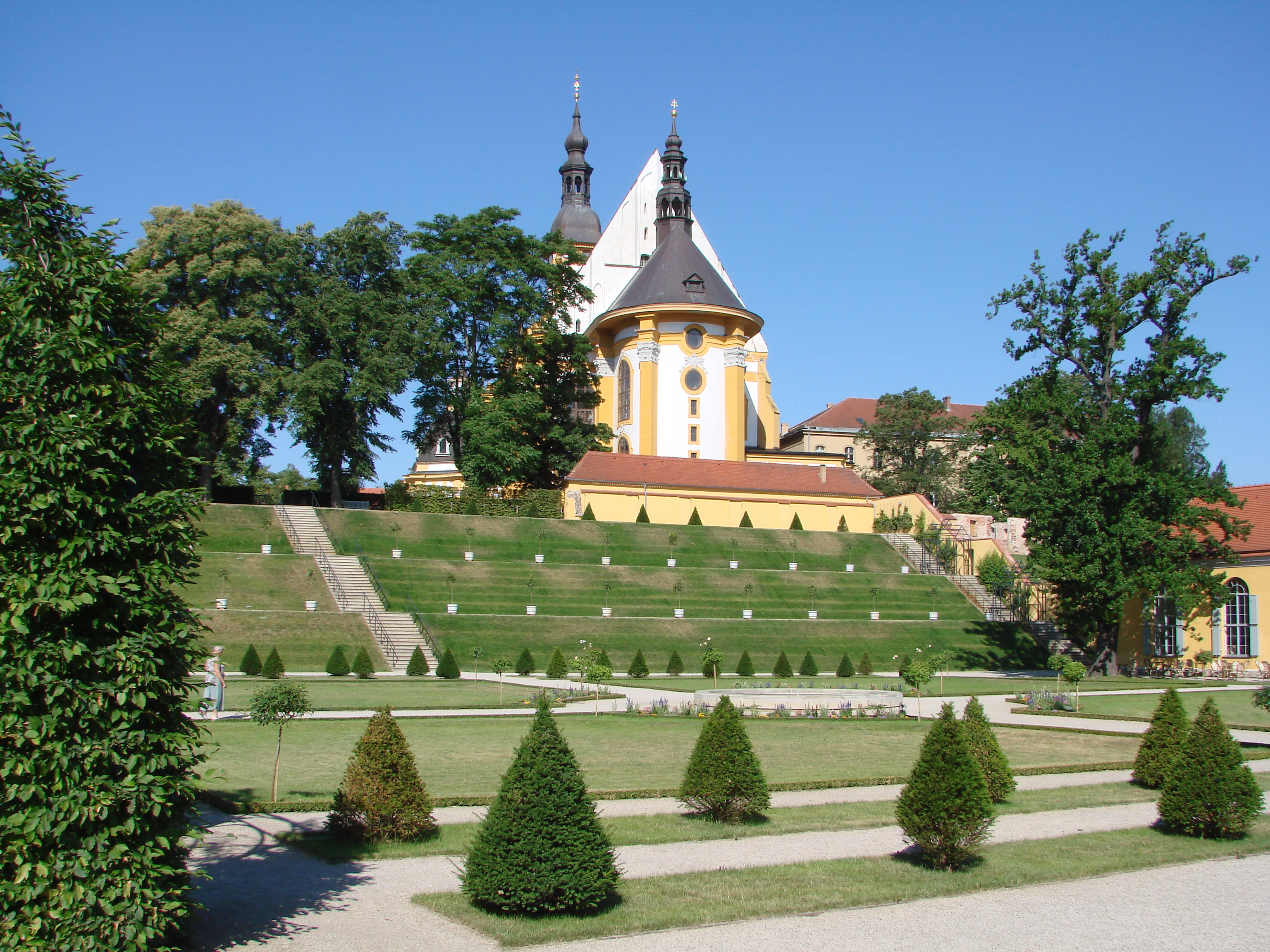
Ostansicht der Klosterkirche

Als einziges Kloster in der Niederlausitz blieb Neuzelle in der Reformationszeit als eine konfessionelle Insel beim alten Glauben, während sich die bäuerlichen Untertanen der Grundherrschaft des Klosters Neuzelle um 1550 der Lehre Luthers anschlossen. Neue Anwärter kamen nun überwiegend aus Nordböhmen und der katholischen Oberlausitz und studierten nach dem Noviziat an der Karls-Universität Prag. Das Kloster wurde in die böhmische Ordensprovinz der Zisterzienser aufgenommen. Während dieser Zeit litt das Kloster allerdings daran, dass weniger Novizen in das Kloster eintraten. Wohingegen es 1547 noch 35 Mönche im Kloster gab, so waren es 1585 es nur noch 10.
Als die Habsburger 1635 im Prager Frieden die Niederlausitz an das sächsische Haus Wettin abtraten, musste der evangelische Kurfürst von Sachsen im sogenannten Traditionsrezess den Fortbestand des Klosters Neuzelle garantieren. Es gehörte zu den Niederlausitzer Landständen und war bis zu seiner Auflösung im Landtag vertreten. Im Verlauf des Dreißigjährigen Krieges wurde die Klosteranlage schwer beschädigt. Zwei Jahre nach dem Westfälischen Frieden kehrten die Mönche 1650 wieder zurück und stabilisierten die Grundherrschaft.
Abt Bernardus ließ zwischen 1655 und 1658 die wiederaufgebauten Gebäude von italienischen Künstlern mit Fresken und Stuckaturen versehen. Sein Nachfolger ließ die Klosteranlage im Stil des süddeutschen Barocks umgestalten. Die prächtige Barockisierung des Gebäudes ließ die Raumstruktur der dreischiffigen Hallenkirche mit ihren eng gesetzten Pfeilern und den schmalen Seitenschiffen jedoch unverändert. Die Verwaltung des Klosters stand in dieser Zeit unter dem Kanzler Johann Brusch von Neiberg. Fast alle heute noch bestehenden Gebäude der Anlage sind durch den Umbau in der Barockzeit geprägt oder wurden in dieser Zeit erbaut. Die Neuzeller Klosterkirche ist der Sakralbau mit der reichsten Ausstattung der Niederlausitz.

### 19. bis 21. Jahrhundert

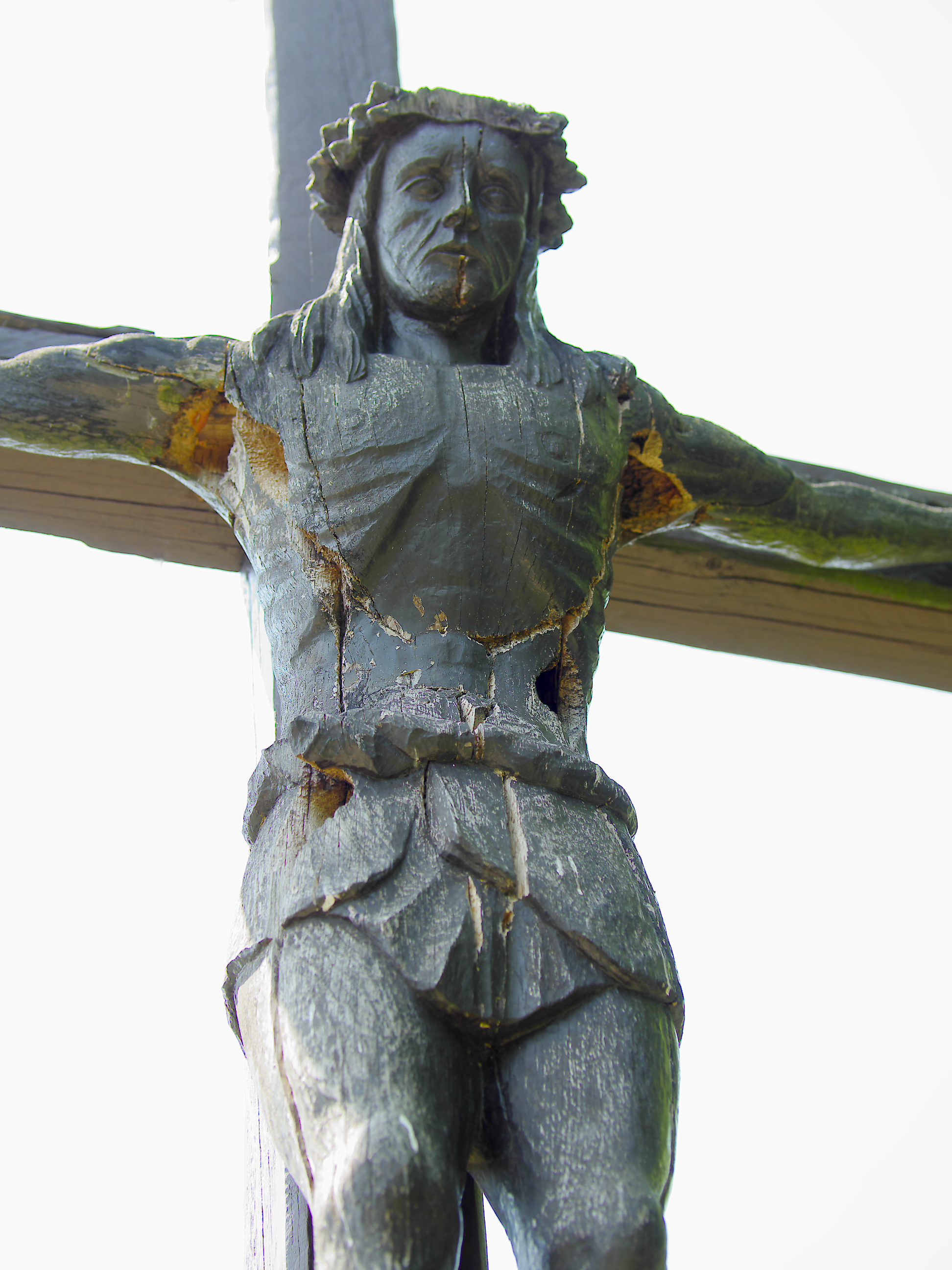
Korpus des Wallfahrtkreuzes von Georg Schröter von 1948 auf dem Kreuzweghügel des Klostergeländes

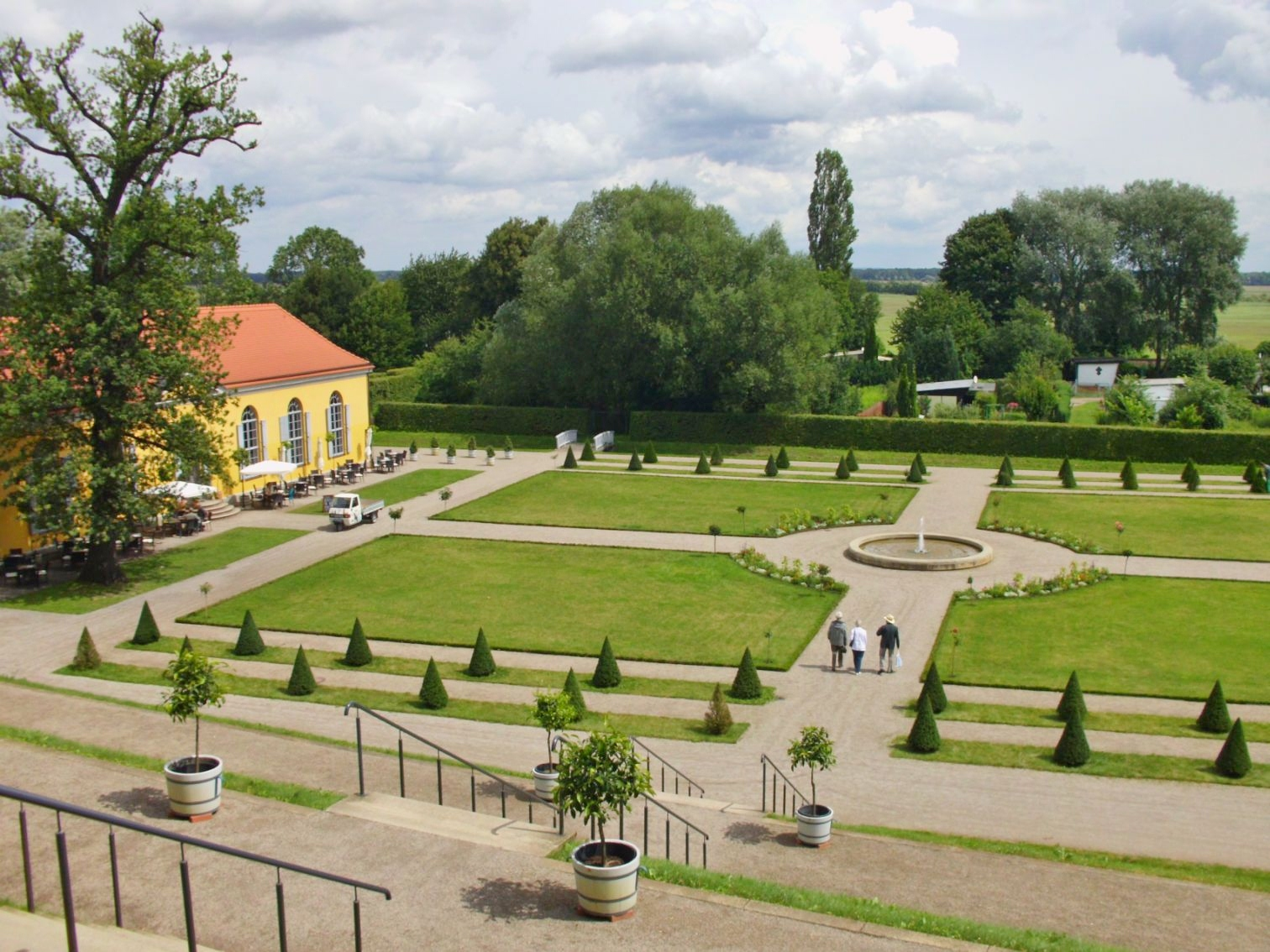
Klostergarten mit Orangerie

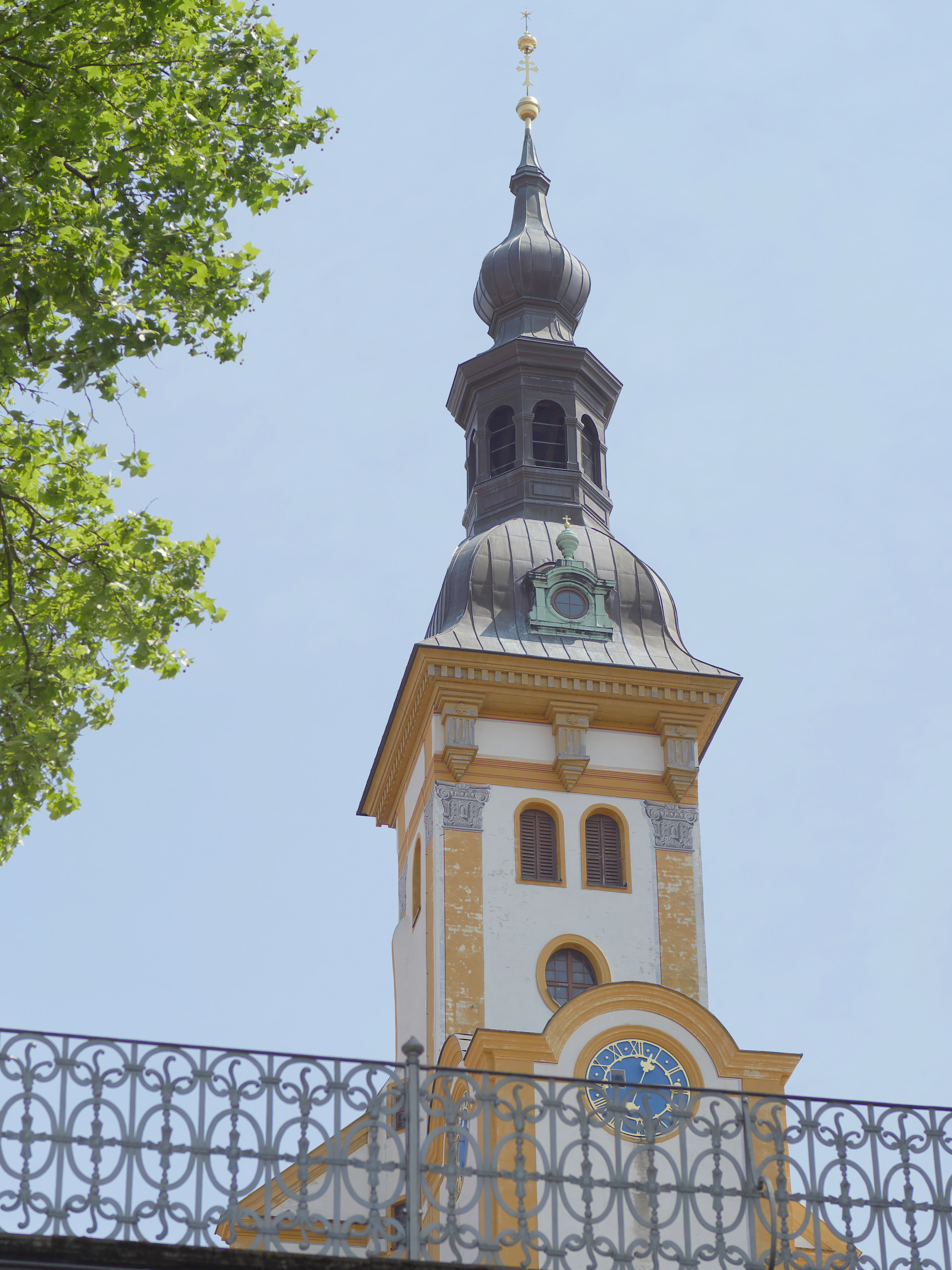
Der Kirchturm von Westen gesehen

Als Folge des Wiener Kongresses kam die sächsische Niederlausitz zu Preußen und das Neuzeller Kloster der Zisterzienser wurde 1817 durch König Friedrich Wilhelm III. säkularisiert. Im 19. Jahrhundert war einem Waisenhaus im Klosterbereich auch ein evangelisches Lehrerseminar (bis 1922) angeschlossen. Von 1934 bis 1945 war im Stiftsgebäude die Nationalpolitische Erziehungsanstalt (NPEA) Neuzelle als Aufbauschule für Mädchen untergebracht.
Die Klostergebäude und der Grundbesitz wurden vom staatlichen Stift Neuzelle verwaltet. Die ehemalige Konventskirche blieb katholisch und wurde ab 1947 zur Wallfahrtskirche für die Gläubigen im deutschen Restteil des Erzbistums Breslau, die von den traditionellen Wallfahrtsorten in Schlesien abgeschnitten waren. Seither finden in jedem Jahr am Dreifaltigkeitssonntag Wallfahrten von Jugendlichen hierher statt. Am ersten Sonntag im September ist die Stiftskirche Ziel der Bistumswallfahrt des Bistums Görlitz. Dabei wird das Neuzeller Wallfahrtslied des Görlitzer Holzbildhauers und Lieddichters Georg Schröter gesungen.
Die ehemals katholische Pfarrkirche zum Heiligen Kreuz wurde 1817, im Zuge der Einrichtung eines Lehrerseminars in den Klausurgebäuden, zu einer evangelischen Pfarrkirche. Sie war zwischen 1730 und 1740 als „Leutekirche“, d. h. für die Gottesdienste der Laien, im Unterschied zu den Mönchen, erbaut und 1741 geweiht worden. Von 2009 bis 2017 wurde die Neuzeller Kreuzkirche von Grund auf restauriert.
Im Kanzleigebäude war von 1947 bis 1993 das Priesterseminar Bernardinum Neuzelle untergebracht, eines von drei katholischen Priesterseminaren in der DDR. Nach der Schließung der Seminare in Huysburg und Neuzelle (1993) konzentriert sich die Ausbildung in Ostdeutschland auf das Priesterseminar Erfurt. 1955 wurde das Stift Neuzelle verstaatlicht und diente bis 1985 als Institut für Lehrerbildung. 1996 wurde es in eine Stiftung überführt und bereits seit 1993 die in großen Teilen erhaltene barocke Klosteranlage saniert. 2004 wurden der barocke Klostergarten und die Orangerie nach aufwendiger Rekonstruktion wiedereröffnet.
Mittlerweile befinden sich auf dem Klostergelände die katholische sowie evangelische Kirchengemeinde von Neuzelle, Privatschulen und Museen.

### Bestrebung der Wiederbesiedelung
Im November 2016 beschloss der Konvent der Zisterzienser der Abtei Stift Heiligenkreuz in Österreich, einer Einladung des Bischofs von Görlitz, Wolfgang Ipolt, zu folgen und das Kloster Neuzelle bis zum 750-jährigen Jubiläum des Klosters 2018 wiederzubesiedeln. Dabei sollen dem Gründungskonvent zunächst acht Mönche angehören. Die ersten vier Mönche übersiedelten im August 2017 nach Neuzelle. Am 2. September 2018 wurde das Priorat Neuzelle kanonisch neu errichtet. Seit der Gründung ist Pater Simeon Wester Prior des Klosters. Da das historische Klostergelände im Besitz der staatlichen Stiftung Stift Neuzelle ist, wird derzeit (Stand August 2024) ein provisorisches Kloster im Neuzeller Ortsteil Treppeln im Bernhardshof gebaut. 2026 soll der eigentliche Klosterbau des Klosters Maria Friedenshort beginnen.
Am 1. September 2019 wurden der Neuzeller Pfarrei Beata Maria Virgo zwei in Eisenhüttenstadt gelegene Kirchen angeschlossen, die Herz-Jesu-Kirche in Fürstenberg und die 1994 geweihte Kirche Heilig Kreuz in Schönfließ, die zuvor eine eigene Pfarrei bildeten.

## Historische Stiftsgebäude

### Klosterkirche
Die Stiftskirche St. Marien ist eine Pfarr- und Wallfahrtskirche des Bistums Görlitz im Dekanat Cottbus-Neuzelle. Das Kirchengebäude ist ein eingetragenes Baudenkmal in der Denkmalliste des Landes Brandenburg. Die Klosterkirche wurde ursprünglich als gotische Hallenkirche gebaut. Baubeginn war um 1281, der Hallenbau wurde 1330 beendet. Während der Plünderung des Hussiten-Heeres wurde unter anderem auch die Klosterkirche beschädigt. Erneut zerstört während des Dreißigjährigen Krieges, wurde die Kirche im 17. und 18. Jahrhundert barockisiert und ausgebaut. Nach der Säkularisierung des Klosters wurde die Klosterkirche zur katholischen Stadtpfarrkirche von Neuzelle.
Sie ist mit mehreren Altären und einer von der Orgelbauwerkstatt Sauer erbauten Orgel ausgestattet.

### Leutekirche
Die heutige Pfarrkirche zum Heiligen Kreuz geht auf die Torkapelle St. Ägidius aus dem Jahr 1354 zurück. In der heutigen Form wurde die Kirche zwischen 1728 und 1735 errichtet und diente der Laiengemeinde in Neuzelle, woher sich der Name „Leutekirche“ ableitet. Seit der Säkularisierung 1817 dient sie der evangelischen Gemeinde Neuzelle als Pfarrkirche.

### Klausur und Kreuzgang

#### Baugeschichte

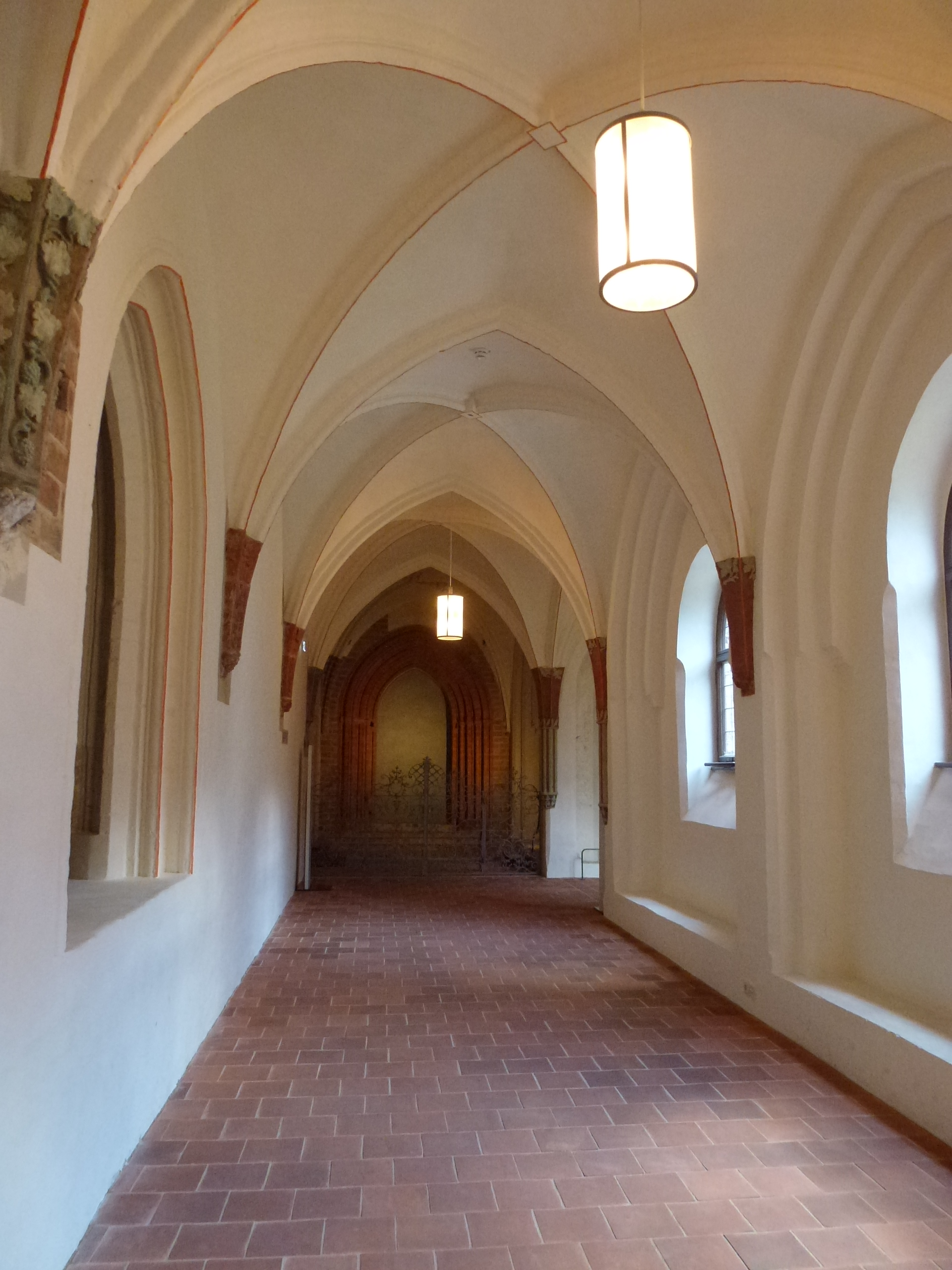
Kreuzgang

Die verschiedenen Bauphasen des gesamten Klosters wirkten sich auch auf die Klausur aus.
Die erste Bauphase erstreckt sich von 1290 bis ungefähr 1330. Der nördlichen, östlichen und dem östlichen Teil des südlichen Kreuzganges wurde zusammen mit der Klosterkirche errichtet. Dabei gibt es zwischen der Kirche und dem Ostflügel keine erkennbare Baufuge. Das ehemalige Mönchsportal, welches sich Kreuzgang und Kirche befindet, weist Gewände typische Formen des späten 13. Jahrhunderts auf. Der Nordflüge wurde ungefähr 1310 beziehungsweise 1320 erbaut, jedoch ist das baugeschichtlich unklar, da es an ihm bereits Veränderungen während der Bauzeit gab. Dabei wurde wahrscheinlich bis in die Mitte des 14. Jahrhunderts an diesem weitergebaut. Eine genaue Datierung der Erbauung des Westflügels war noch nicht möglich. Es sei anzunehmen, dass der Kreuzgang am Anfang aus Holz bestand. Dieser war zum Teil auch zweistöckig, um einige der Räume der Klausur miteinander zu verbinden. Im südlichen Teil des Kreuzganges gab es den Kollationsgang, der den Laienbrüdern dem Zugang zur Kirche, sowie zum Treppenhaus bot.
Die zweite Bauphase erstreckte sich von 1380 bis 1420. In dieser sind Einwölbungen belegbar. Seit dem Ende des 14. Jahrhunderts muss der Kreuzgang in Stein gemauert worden und mit Kreuzrippengewölbe versehen worden sein. Die Konsolen im Ostflügel weisen Formen des 14. Jahrhunderts auf. Die Wände der zweiten Bauphase weisen eine Verputzung aus Quarzsand und Kalk mit recht hohem Holzkohleanteil auf. Dieser konnte im Kapitelsaal und im Ostflügel nachgewiesen werden. Zudem waren die Wände der Klausur farblich gestaltet. Während der Zerstörung im Zuge des Hussitenüberfalls wurde weite Teile des Kreuzganges, bis auf den Ostflügel, weitestgehend zerstört.
Die erste Teil der dritten Bauphase erstreckte sich von 1437 bis um 1450. Die Zerstörung durch den Überfall wurde ab 1437 von Abt Nikolaus II. behoben. Der Nord-, West- und Südflügel musste wahrscheinlich komplett wiedererrichtet werden. Der Ostflügel wurde nördlich verlängert. Die Gestaltung des Westflügels ist ebenfalls für das 14. Jahrhundert nicht belegt. Auf diese Zeit sind Konsolen mit den Wappen von Abt Nikolaus, Kursachsen und des Königreichs Böhmen datiert. Aus dieser Bauphasen stammt eine großfigurigen Wandmalereien im Südflügel. Kunsthistorisch bemerkenswert ist zudem die Darstellung der Passion Christi und der Mönch, welche zum Teil vermischt wurden.
Der zweite Teil der dritten Bauphase erstreckte sich von 1500 bis 1515. Auf diese Zeit sind umbauten nördlichen und nordöstlichen Klausurbereich nachweisbar. Dabei sind deutlich Einflüsse aus Böhmen zu erkennen.
Die vierte Bauphase, welche die erste Barockisierungsphase des Klosters darstellte, erstreckte sich von 1655 bis 1658, bei welchem keine Änderung am Kreuzgang nachweisbar waren.
Die fünfte Bauphase erstreckte sich von 1709 bis 1711. In dieser zweiten Barockisierung wurde der Ostflügel erweitert. Ihm wurde ein komplett neuer Gebäudetrakt vorgebaut. Am Westflügel wurde der Fürstentrag angebaut, wodurch sich die Eingangssituation verändert und dadurch der Eingang im Westflügel um ein Joch in den Süden verschoben werden musste. Die Barocken Fenster lassen sich nicht genau datieren, jedoch sind sie auf einer Zeichnung aus dem Jahr 1738 eingezeichnet.
Die sechste (1727 bis 1741) und siebte (1805/06) Bauphase hatten keine Auswirkungen auf den Kreuzgang. Nach der Säkularisierung des Klosters wurde der Kreuzgang und die anliegenden Gebäude für die Nachnutzung umgebaut.
Heutzutage befindet sich das Klostermuseum im Kreuzgang.

#### Grablage
Mindestens ein Abt des Klosters wurden im Kreuzgang begraben anstelle von der Stiftskirche. Dieser war:
- Konrad Proche, † 1727

#### Museum
Bereits 2004 wurden drei Räume im Westflügel des Kreuzgangs für ein Museum eingerichtet. Seit dem Sommer 2009 wurde es auf den gesamten Kreuzgang erweitert. Es steht unter dem Titel „Auf Leben und Tod“ und erzählt von der Lebensgeschichte der Mönche und Bevölkerung von Neuzelle. Neben alltäglichen Werkzeugen wird auch als besonders Ausstellungsstück eine mittelalterliche Madonna ausgestellt.

### Stiftsgebäude

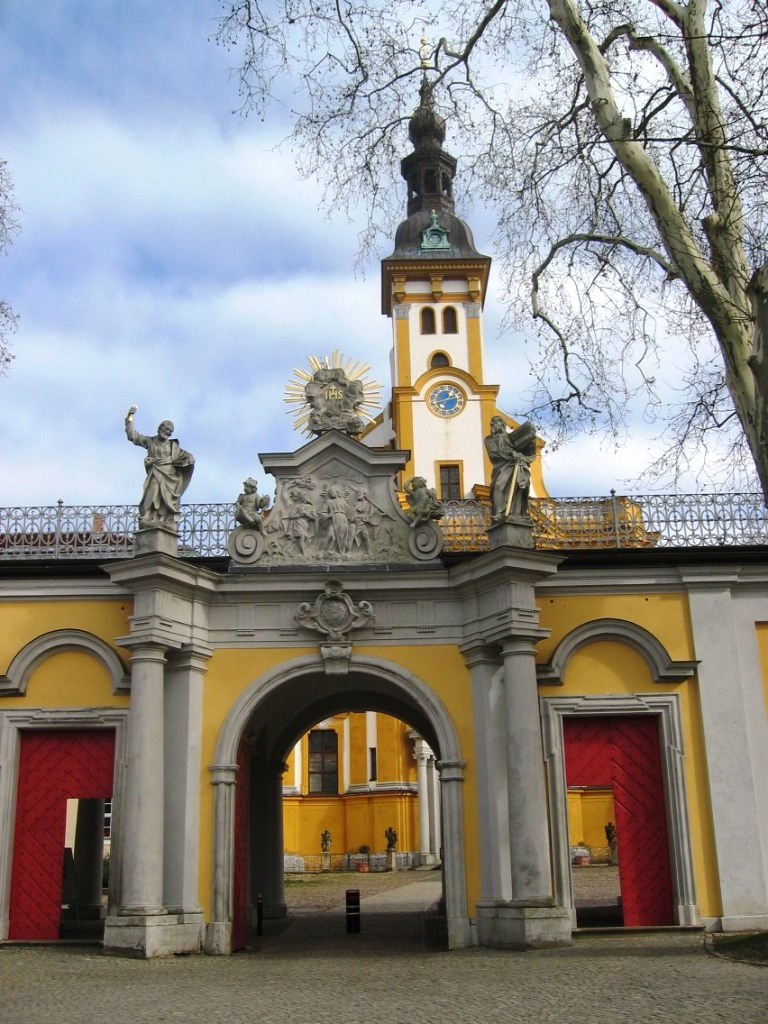
Hauptportal des Stiftsbezirks

Der mittelalterliche Klausurbereich wurde im 18. Jahrhundert unter den beiden Barockisierungsphasen erheblich durch den Bau von Repräsentations- und Verwaltungsgebäuden um den südlich und westlich der Klosterkirche angelegten Stiftshof erweitert. Zu erwähnen sind der Fürstenflügel an der Nordseite, das Altangebäude mit Hauptportal und die ehemalige Stiftskanzlei an der Westseite sowie Wirtschaftsgebäude an der Südseite. Die Ostseite blieb unbebaut und ist zu den Stiftsgärten geöffnet.
Der Fürstenflügel wurde als Gästehaus etwa in 1745 errichtet und es ist ein zweigeschossiger Putzbau mit Kolonnade. An ihn war auch ein Amtshaus angeschlossen, welcher ursprünglich als eigenständige Bauten dienten, 1897 wurden sie unter einem eigenen Dach zusammengefasst. Heutzutage befinden sich in den Räumlichkeiten die Klosterverwaltung.
Südlich schließt sich das Altangebäude von 1727 an. Dabei handelt es sich um einen eingeschossigen Putzbau, der hofseitig mit einer toskanischen Kolonnade versehen ist. Das schmiedeeiserne Dachbrüstungsgitter stammt von 1744. An der Südseite befindet sich das mit einem Emmausrelief und figürlicher Plastik reich gegliederte Hauptportal des Stiftsbezirks, das auf 1736 datiert ist und in einer Achse mit dem westlichen Hauptportal der Kirche liegt.
Die ehemalige Stiftskanzlei ist ein zweigeschossiger Putzbau von 13 Achsen, mit einem auf 1723 datierten Sandsteinportal und einem Hauptraum mit Stuckdecke. Die ehemaligen Wirtschaftsgebäude an der Süd- und Westseite der Stiftshofes sind zweiflüglige zweigeschossige Putzbauten, die im Kern aus dem 18. Jahrhundert stammen.
Im südöstlichen Bereich des Stiftshofes befindet sich die ehemalige „Sommerabtei“, ein zweigeschossiger zwölfachsiger Putzbau.

### Sonstige Gebäude
Zudem gab es einige weitere Bauten. Auf dem Priorsberg wurde ein Haus errichtet, welches heute als Internat genutzt wird. An der Kreuzung Bahnhofstraße-Brauhausplatz befinden sich gleich mehrere Gebäude. Die Klosterschmiede an der rechten Seite der Straße hoch zum Priorsberg wurde abgerissen, das gegenüberliegende Hospital steht allerdings noch und gehört heute zum St. Florian Stift. Zudem befindet sich dort die schiefe Kapelle. Weiter die Bahnhofstraße runter befindet sich die Klostermühle und der Alte Krug „Prinz Albrecht“, welcher bis heute als Gasthof genutzt wird. Am Brauhausplatz befindet sich sowohl die Brauerei, als auch das Gasthaus „Klosterklause“ und die Christussäule. Die Alte Brauerei, welche sich etwas nördlich der Klosterklause befand, wurde abgerissen. Das ehemalige Schlachthaus, welches später als Waisenhaus und mittlerweile als Schulgebäude genutzt wird, befindet sich nördlich der Klausur. Das Krankenhaus auf dem Klausurhof, sowie die Böttcherei, welche sich nördlich an das Pfarrhaus anschloss, wurden abgerissen. Weiterhin wurde auch das Alte Pfortenhaus gegenüber der Pfarrkirche zum Heiligen Kreuz wurde abgerissen. Das ehemalige Offiziantenhaus gehört heute zur Grundschule Neuzelle und befindet sich in derselben Straße, wie das ehemalige Waschhaus.

### Gärten

#### Barocker Klostergarten
Seit ungefähr dem 16. Jahrhundert kann ein Garten nachgewiesen werden. So wurde etwa 1547 ein Hausgarten und 1572 ein Gartenmeister erwähnt.
Der Garten befindet sich östlich der Klosteranlage und wurde unterhalb des Niveaus des Klosters errichtet, auf etwa dem der Flussniederung. Die Größe des Neuzeller Gartens ist für Klosteranlagen ungewöhnlich. Zudem diente sie zumeist der Nahrungsbesorgung, wohingegen der barocke Garten ein reiner Ziergarten war.
Der barocke Klostergarten wurde nach vollständiger Wiederherstellung am 10. Juni 2022 wiedereröffnet. Der Neuzeller Klostergarten ist einer der bedeutendsten Gärten Deutschlands und der einzige historische barocke Garten Brandenburgs, der nicht als Landschaftsgarten überformt wurde. Der heutige Garten entstand in seiner ursprünglichen Form um 1760 angelegt. Der ursprüngliche Lageplan und Ansichten sind im Neuzeller Stiftsatlas überliefert. Dieser war eine wichtige Grundlage für die Wiederherstellung des Gartens. Ab 1997 kam es zur Wiederherstellung des Gartens. 2008 wurde er von der Deutschen Zentrale für Tourismus in die Liste der 53 bedeutendsten Gartenanlagen Deutschlands aufgenommen.

#### Nutzgärten
Nordöstlich der Klausur befand sich ein Obstgarten und südlich der ehemaligen Stallungen, befindet sich die sogenannte Scheibe, ein Weingarten. Die Scheibe wurde von Abt Martinus im 18. Jahrhundert errichtet und die Weinstöcke ließ er aus Burgund anliefern. Ursprünglich wurde so hier bis 1840 Wein angebaut. Danach lag der Berg brach und wurde erst 2002 rekultiviert. Jetzt wird auf einer Fläche von 1,2 Hektar Wein angebaut. Der Weinberg gehört wie die gesamte Klosteranlage zur Stiftung Stift Neuzelle und wird vom Neuzeller Klosterwinzer e. V. betrieben. Aus der Auslese können etwa 500 Liter Wein produziert werden.

## Die Neuzeller Passionsdarstellungen vom Heiligen Grab
Von 1751 bis 1753 schuf der aus Böhmen stammende Künstler Joseph Felix Seifrit im Auftrag Abt Gabriels ein Ensemble lebensgroßer, bemalter Holzskulpturen, die in fünfzehn Szenen, verteilt auf fünf Bühnenbilder, die Passion und die Auferstehung Jesu Christi darstellen. Vor diesen Andachtsbildern hielten die Gläubigen (die Mönche wie die Wallfahrer) Betrachtung und Anbetung. Bis ins 19. Jahrhundert wurden sie in der Fastenzeit in der Klosterkirche aufgestellt, danach waren sie eingelagert.
1997 wurden auf dem Dachboden der Klosterkirche 229 der ursprünglich 242 eingelagerten Stücke wiedergefunden und von 2011 bis 2014 im Brandenburgischen Landesamt für Denkmalpflege in Wünsdorf restauriert. Ein Teil des Ensembles ist im Museum Himmlisches Theater – die Neuzeller Passionsdarstellungen vom Heiligen Grab ausgestellt, das im ehemaligen Kutschstall und einem unterirdischen Erweiterungsbau eingerichtet und im März 2015 eröffnet wurde. Der theatralisch-dramatisch gestaltete Neuzeller Passionszyklus steht in der Tradition der Heiligen Gräber und gilt in Bezug auf die Vielgestalt und künstlerische Qualität als in Europa einzigartig.

## Reliquien

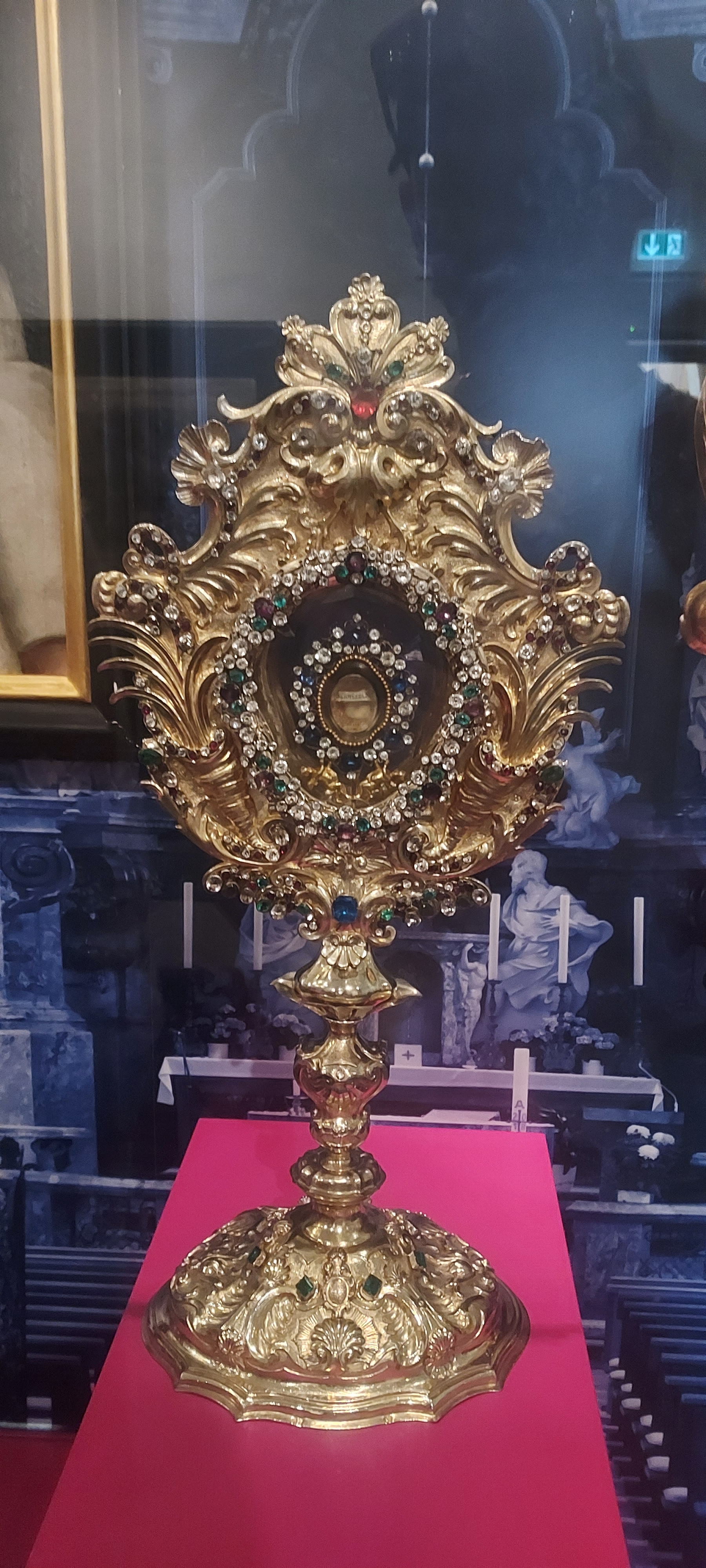
Reliquiar mit Reliquie des hl. Florian aus dem Kreuzgangmuseum des Klosters Neuzelle

Einige Reliquien werden in der Neuzeller Stiftskirche und dem historischen Klostergelände aufbewahrt. So befinden sich beispielsweise Haare des heiligen Papstes Johannes Paul II. im Altar der Stiftskirche.

## Bekannte Mitglieder des Klosters

### Äbte von Neuzelle
- Sel. Petrus I. (* ?; † 1429); starb während des Hussitenüberfalls
- Nikolaus III. Hoffmann (* ?; † 1557); reagierte während der Reformation
- Martin Graff (* 1678; † 1741); großer Bauherr; einer der bedeutendsten Äbte von Neuzelle

### Mönche in Neuzelle
- Tylemannus (* ?; † ?); wurde 1414 als „steynmestre“ genannt und wirkte als Baumeister des Klosters; wirkte wahrscheinlich als Prior nach 1429 beim Wiederaufbau des Klosters mit
- Hermann (* ?; † 1429); Prior; starb während des Überfalles 1429 und wird zusammen mit den anderen gemarterten Mönche als Seliger verehrt
- Andreas Hesse (* 1747; † 1814); Laienmönch; fertigte die Beichtstühle und das Orgelprospekt der Stiftskirche an
- Vincentius Stephan Augusten (* 1790; † 1880); letzter Mönch des Klosters

### Architektur
- W. Bollert: Das Cistercienserkloster Neuzelle in der Nieder-Lausitz. In: Zeitschrift für Bauwesen. Nr. 4, 1901, Sp. 205–224 (zlb.de – Atlas: Tafel 25–27).
- Wilhelm Oelmann: Die Entwicklung der Kulturlandschaft im Stift Neuzelle. Landshut 1950.
- Heinrich Trost, Beate Becker, Horst Büttner, Ilse Schröder, Christa Stepansky: Die Bau- und Kunstdenkmale der DDR. Bezirk Frankfurt/Oder. Henschelverlag Kunst und Gesellschaft, Berlin 1980, S. 170–185.
- Walter Ederer, Klaus Reinecke (Hrsg.): Sein Grab wird herrlich seijn. Das heilige Grab von Neuzelle und seine Passionsdarstellungen von 1751. Schnell und Steiner, Regensburg 1998, ISBN 3-7954-1173-4 (Ausstellungskatalog).

### Historische Übersichten
- Wilhelm Oelmann: Das Stift Neuzelle. Untersuchungen zur Quellenkunde und Besitzgeschichte eines ostdeutschen Zisterzienserklosters. Greifswald 1937.
- Ernst Badstübner: Kloster Neuzelle. Deutscher Kunstverlag, München 1985, 2002.
- Winfried Töpler: Das Kloster Neuzelle und die weltlichen und geistlichen Mächte 1268–1817 (= Studien zur Geschichte, Kunst und Kultur der Zisterzienser, Band 14). Berlin 2003, ISBN 3-931836-53-3.
- Gisela Rieck: Die Mönche sind zurückgekommen. Neuzelle ist nach 200 Jahren wieder ein Zisterzienserkloster. In: Cistercienser Chronik. Band 125, 2018, S. 539–547.
- Wolfgang de Bruyn: Dem Himmel nahe. 750 Jahre Kloster Neuzelle 1268–2018. Sandstein Verlag, Dresden 2018, ISBN 978-3-95498-389-6, S. 153–180.

### Klostergarten
- Alexander Niemann: Gartenanlage des Klosters Neuzelle. In: Weißbuch der historischen Gärten und Parks in den neuen Bundesländern. Herausgegeben vom Bund Heimat und Umwelt in Deutschland, Bonn 2005, ISBN 3-925374-69-8, S. 57 f.
- Alexander Niemann: Die barocke Gartenanlage des Klosters Neuzelle – ihre Geschichte und Restaurierung. In: Kreiskalender für den Landkreis Oder-Spree 2005. 12. Jg., Beeskow 2004, S. 12–19.
- Alexander Niemann: Kloster Neuzelle. Der Klostergarten. Probleme und Möglichkeiten der Wiederherstellung eines Gartendenkmals. In: Brandenburgische Denkmalpflege, Jahrgang 15, 2006, Heft 1, S. 69–81, ISSN 0942-3397.
- Alexander Niemann: Die Wiederherstellung des Klostergartens Neuzelle. In: Gubener Heimatkalender 2007, 51. Jg., Guben 2006, S. 63–68.
- Alexander Niemann: Der barocke Garten des Klosters Neuzelle und seine Wiederherstellung. In: Das Zisterzienserkloster Neuzelle. Bestandsforschung und Denkmalpflege (= Arbeitshefte des Brandenburgischen Landesamtes für Denkmalpflege und Archäologischen Landesmuseums, Heft 15). Lukas Verlag, Berlin 2007, ISBN 978-3-86732-005-4, S. 50–116. Zugleich Redaktion der gesamten Publikation.
- Winfried Töpler: Zisterzienser-Abtei Neuzelle. 3., erweiterte u. aktualisierte Auflage. Königstein im Taunus 2010, ISBN 978-3-7845-1025-5 (= Die Blauen Bücher).
- Alexander Niemann: Pflanzen und Gartenliteratur. Garten, Orangerie und Bibliothek des Klosters Neuzelle in der Niederlausitz. In: Georg Schrott, Manfred Knedlik (Hrsg.): Klösterliche Sammelpraxis in der frühen Neuzeit. Verlag Traugott Bautz, Nordhausen 2010, ISBN 978-3-88309-564-6, S. 257–323 (= Religionsgeschichte der frühen Neuzeit, Band 9).
- Eef Overgaauw, Tilman Schladebach (Hrsg.): Zisterzienser auf Papier und Pergament. Handschriften aus dem Zisterzienserkloster Neuzelle in der Staatsbibliothek zu Berlin. Verlag für Berlin-Brandenburg, Berlin 2020, ISBN 978-3-947215-78-2.
- Alexander Niemann: Klostergärten und Denkmalpflege – die Wiederherstellung der Gärten des Klosters Neuzelle in Brandenburg. In: Volkmar Eidloth, Petra M. Martin (Hrsg.): Barocke Klostergärten. Gartenhistorische Bedeutung und gartendenkmalpflegerische Herausforderung. Jan Thorbecke Verlag, Ostfildern 2022, ISBN 978-3-7995-1555-9, S. 79–92 (Arbeitsheft 44, Landesamt für Denkmalpflege im Regierungspräsidium Stuttgart).
- Alexander Niemann: Die Gärten und Freiflächen des barocken Klosters Neuzelle – Entstehung und Wiederherstellung. In: Helga Fabritius, Albert Holenstein (Hrsg.): Klostergärten – Nahrung für Leib und Seele (= Fachtage Klosterkultur Bd. 3, Publikation zur Tagung im Benediktinerstift Melk 13.-16. September 2023), EOS-Verlag Sankt Ottilien 2025, S. 71-81. ISBN 978-3-8306-8259-2